# Johann Hochmann
Johann Hochmann (* 1528 in Biberach an der Riß; † 24. Juli 1603 in Tübingen) war ein deutscher Jurist, Professor in Tübingen, brandenburgischer Rat und Rektor.

## Leben
Hochmann war der Soh des Schreinermeisters Hans Hochmann und seiner Frau Margarete, geb. Drautmann. Johann Hochmann studierte Jura an den Universitäten Tübingen und Freiburg i.Br. und wurde 1559 promoviert. Im selben Jahr wurde er Professor an der Universität Tübingen. In den folgenden Jahren bekleidete Johann Hochmann zehn Mal das Amt des Rektors der Universität. 1562 leistete er der Stadt Tübingen Rechtsbeistand in konfessionellen Streitigkeiten. Hochmann war verheiratet mit Maria Stucker, beide begründeten eine Stiftung von 10.480 fl. für 15 Tübinger Studenten.
Er gründete das Studentenwohnheim Hochmannianum in der Tübinger Pfleghofstraße 13. In der Nacht des 9. auf den 10. September 1789 brach dort ein großer Stadtbrand aus. Dieser verwüstete einen Teil der damaligen Stadt.